# 낭자 망나니
"낭자 망나니"는 한국에서 제작된 나봉한 감독의 1967년 영화이다. 박노식 등이 주연으로 출연하였고 성동호 등이 제작에 참여하였다.

## 출연

### 주연
- 박노식
- 변기종
- 남정임
- 황정순

## 기타
- 조명: 방한기
- 미술: 이봉선